# Péter Zöld
Péter Zöld (n. 21 septembrie 1727, Madefalău – d. 25 iunie 1795, Racu) a fost un preot romano-catolic de origine secuiască ce s-a remarcat ca fiind unul din conducătorii oponenței față de armata austriacă în cadrul reorganizării batalioanelor de grăniceri secui, acțiune soldată cu Masacrul de la Madefalău din 1764. După acest eveniment, preotul a fost condamnat la patru ani de închisoare, însă a evadat și s-a refugiat în Moldova, unde a locuit o perioadă de timp într-o comunitate ceangăiască. Se consideră că scrierile sale despre ceangăi sunt primele care desemnează această comunitate sub acest nume. A fost amnistiat, apoi s-a întors acasă și a devenit paroh în Racu, localitate unde a murit. 

## Biografie

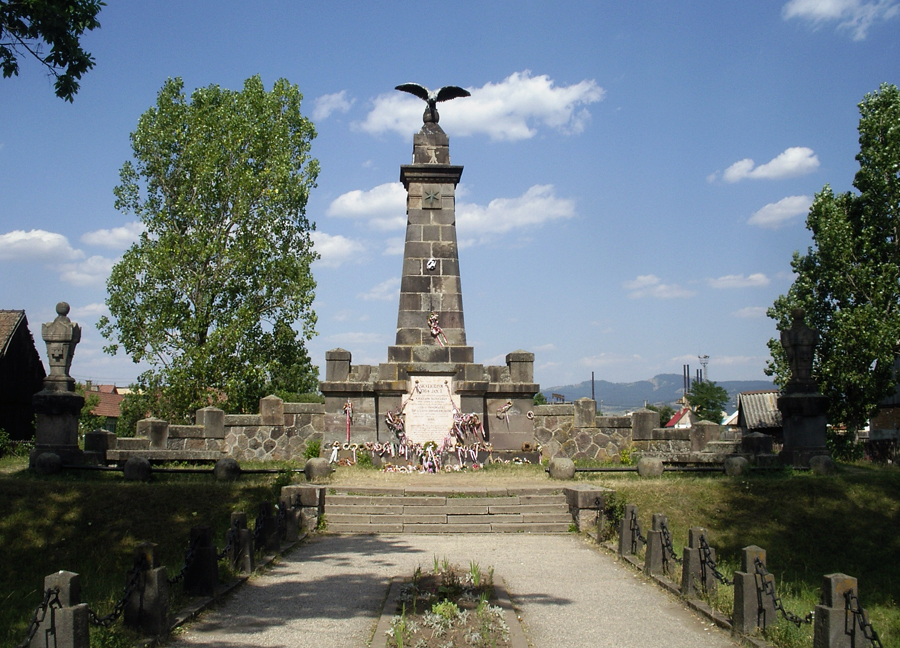
Monumentul „Siculicidium” din Siculeni

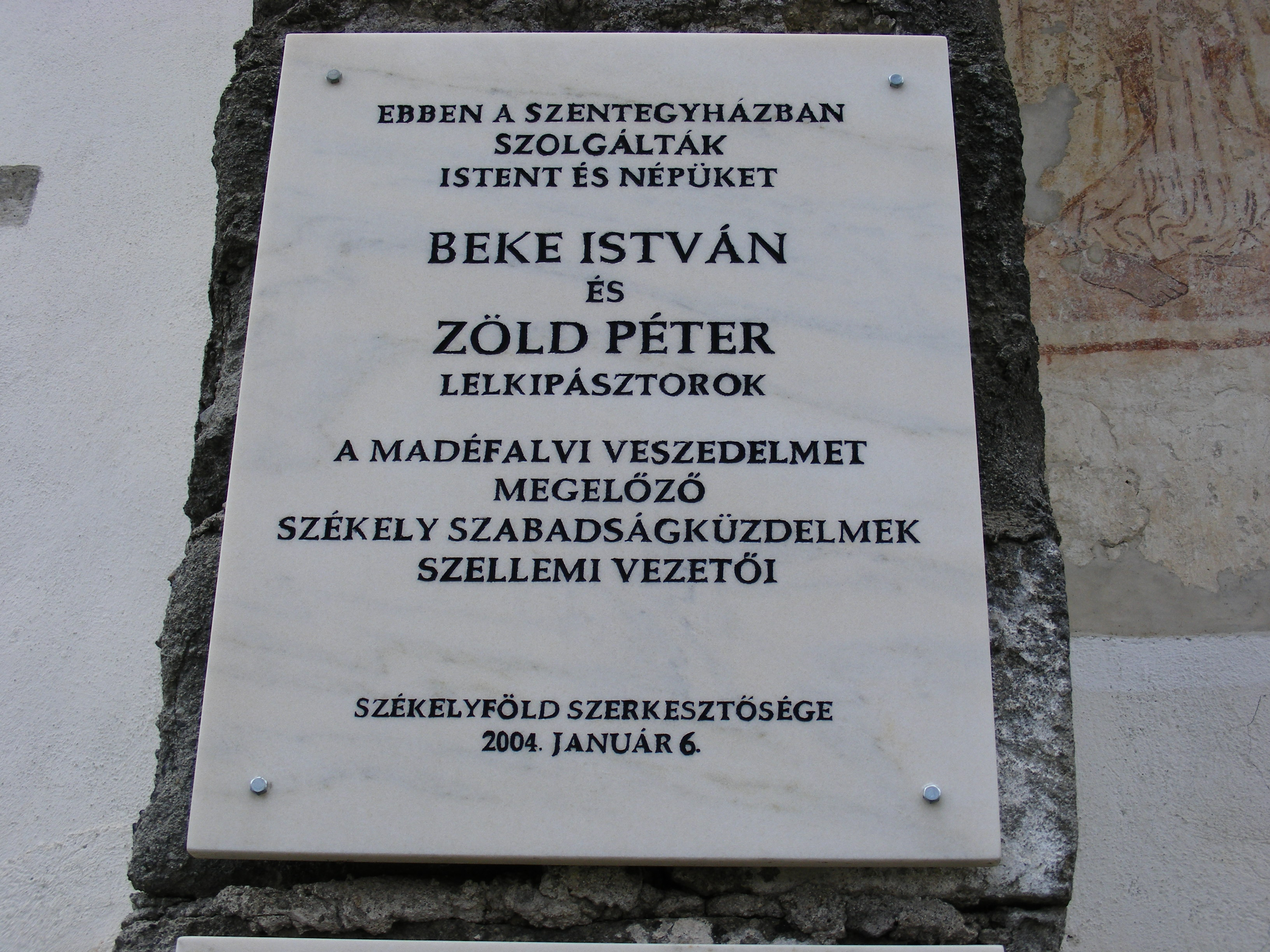
Placă comemorativă în cinstea lui Péter Zöld și István Beke pe zidul Bisericii „Sf. Ioan” din Delnița, județul Harghita

Acesta s-a născut la Siculeni (în maghiară Madéfalva), într-o familie de secui de vază, cu strămoși care au fost juzi sătești și preceptori de dări și impozite. Tatăl său, János Zöld, fost înnobilat de împărăteasa Maria Terezia a Austriei în 1742. Péter Zöld a urmat două clase gimnaziale la gimnaziul iezuit din Odorhei (în prezent Liceul Teoretic „Tamási Áron” din Odorheiu Secuiesc) între 1744 și 1745 iar studiile de teologie și filosofie le-a terminat în 1748 la colegiul iezuit din Cluj. Activitatea preoțească a început-o în calitate de capelan în Racu. Din 1754 până în 1764 a fost preot în parohia Leliceni (în maghiară Szentlélek, „Sfântul Duh”), unde a avut contact cu evenimentele din perioada înființării regimentelor de graniță.
La sfârșitul anului 1763 se afla în fruntea mișcării împotriva instituirii forțate a regimentelor de frontieră secuiești, dintre care alți oponenți au fost István Beke, József Németi din Mihăileni și decanul János Szász din Șumuleu Ciuc. 
Armata Imperială austriacă a pus capăt protestelor la 7 ianuarie 1764, atacând populația secuiască din Madefalău (astăzi Siculeni), principala zonă de rezistență, ucigând aproximativ 200 de civili. Ulterior, Péter Zöld și asociații săi au fost arestați și judecați. Întrucât aceștia erau persoane cu funcții în cadrul bisericii, nu au fost judecați de curtea imperială, ci de o instanță desemnată de episcopul Antal Bajtay și au fost condamnați la o pedeapsă mai ușoară: patru ani de închisoare la Alba Iulia. 
După eveniment, numărul secuilor imigranți în Moldova s-a mărit foarte mult. Péter Zöld a stat între emigranții secui din Comănești, în Moldova. De acolo a revenit în Madefalău, unde a fost arestat în casa părintească în timpul nopții. Inițial a fost dus în cetatea din Miercurea Ciuc și anchetat în noaptea arestării, la 14 iunie. Sub escortă militară a fost adus la Alba Iulia, unde a fost încarcerat pe 2 iulie 1764, în condiții severe: încătușat și pus sub pază. Procesul a fost judecat de forul de judecată episcopal, prezidat de vicarul Antal Szeredai, începând cu luna august 1764, când episcopul a cerut grăbirea procedurilor. Sentința dată în ianuarie 1765 hotăra pentru Zöld și Beke privarea de drepturile preoțești și la libertate pe o perioadă de patru ani, iar după eliberare nu aveau dreptul să revină în scaunele secuiești, sub amenințarea încarcerării pe viață. În 24 iunie 1765 Péter Zöld a evadat din nou, declanșând operațiuni ample de căutare. O comisie militară a anchetat circumstanțele evadării. În 22 noiembrie 1765 episcopul Bajtay i-a scris o scrisoare principelui Moldovei, cu descrierea preotului, rugându-l să i-l predea. Grigore al III-lea Ghica i-a răspuns în 13 ianuarie 1766 că nu poate fi găsit în Moldova, dar se angaja să îl aresteze dacă episcopul îi va comunica unde se află.
În mandatul de arestare este descris în felul următor: „este un om în vârstă de 40 de ani, cu o înălțime mai mult decât mijlocie, cu un trup vânjos și sănătos, cu un cap mare, frunte mică și încruntată, ochi mici, negri și strălucitori, cu mustață și păr negru și lung, bărbierit, castaniu închis și dur, cu fața neglijată, grumaz scurt, umeri lați, mers legat, cu voce puternică și aspră.”
Acesta a fugit în Moldova. În timpul șederii sale de cinci ani (1765-1770), a călătorit în satele ceangăiești, ajungând inclusiv în satul Cioburciu (Csöbörcsök) din actuala Transnistrie, a cărui populație era încă maghiară la acea vreme, și alte localități din Bugeac, aflate sub jurisdicția hanului Crimeii. A descris comunitățile catolice din Moldova în câteva scrisori: prima a fost adresată franciscanului Vincze Blahó, fiind cunoscute doar traducerile în limba germană și în maghiară publicate în 1783; a doua a fost destinată episcopului Transilvaniei, Ignác Batthyány, publicată la mijlocul secolului al XIX-lea, și o a treia trimisă călugărului paulin András Dudássi. Rolul scrisorilor lui Péter Zöld în istoria catolicilor moldoveni este semnificativ din perspectiva consecințelor imediate, a implicațiilor confesionale și politice generate de mediul în care au circulat aceste scrisori. Probabil că Zöld a desfășurat activitatea de preot în circumscripția Luizi-Călugăra.
A fost publicat în limba germană, tradus probabil din limba latină, sub titlul: Reise nach der Moldau, în „Ungrisches Magazin, oder Beyträge zur ungrischen Geschichte, Geographie, Naturwissenschaft und der dahin einschlagenden Litteratur”, Dritter Band, mit Kupfern, Pressburg, bey Anton Löwe, 1783 și unde privea cu ochi critici spiritul de acaparare al misionarilor minoriți conventuali trimiși în Moldova de Congregatio de Propaganda Fide.
Hotărârea de a vizita comunitățile de ceangăi din Moldova a întâmpinat la început unele greutăți din partea misionarilor italieni sau balcanici italienizați trimiși de Congregatio de Propaganda Fide, care monopolizaseră funcțiile sacerdotale ale comunităților catolice și împiedicau concurența localnicilor.
În contextul acestei călătorii a venit cu o privire de ansamblu asupra regiunilor de răspândire a ceangăilor și a organizării lor pe parohii. S-a ocupat îndeosebi de situația religioasă și etnică din aceste sate, în legătură cu ocupația locuitorilor a adus informații din viața economică a țării, privind, mai ales dezvoltarea viticulturii, manufacturile, etc. Referitor la populația maghiară, autorul a scris numai despre lucruri constatate personal iar situațiile din trecut le-a cules de la bătrâni pe care i-a considerat de încredere, spre exemplu, egumenul mănăstirii Agapia, protosinghelul mănăstirii Sf. Vineri din Focșani și un boier octogenar, stăpân al satului Milko ce locuia în târgul Odobești. Relația constituie o contribuție la cunoașterea unor aspecte ale istoriei Moldovei din a doua jumătate a secolului al XVIlI-lea.
Pe parcursul șederii sale în Moldova, preotul fugar a trimis mai multe scrisori episcopului, cu rugămintea de a fi iertat. Astfel, la scrisoarea de la finalul anului 1766, episcopul i-a răspuns pe 1 ianuarie 1767 că îi va reda parohia sa dacă se va întoarce împreună cu cei emigrați. Condiționarea episcopului depășea limitele grațierii acordate de către Maria Tereza, care l-a iertat pe 25 octombrie 1766 pe fostul preot și a hotărât restituirea parohiei sale, lăsându-i posibilitatea episcopului Transilvaniei să îl transfere în altă parohie în cazul în care ar fi fost în conflict cu enoriașii săi. S-a reîntors în Transilvania și a primit spre administrare parohia din Delnița începând cu luna septembrie a anului 1768. Pe parcursul activării în Delnița a ocupat și unele funcții ecleziastice, precum cel de notar ecleziastic și vice-arhidiacon. Din toamna anului 1788 până în martie 1795 a fost paroh în Sântimbru-Ciuc, iar apoi, pentru câteva luni, în Racu. Aici a murit pe 25 iunie 1795, la vârsta de 68 de ani.

## Studiul istoric
Relatările referitoare la catolicii din Moldova au fost utilizate de majoritatea cercetătorilor maghiari, istorici, filologi sau etnografi. În istoriografia maghiară preotul este tratat drept primul istoric al ceangăilor, unde referitor la această afirmație istoricul Marius Diaconescu o consideră o exagerare. Din rândul contribuțiilor mai mult sau mai puțin științifice se remarcă două lucrări, care au abordat critic textele respective. În bibliografia analitică anexată monografiei despre catolicii din Moldova publicată în 1941 de László Mikecs, acesta a atras atenția asupra diferențelor dintre ediția în limba germană și cea în limba maghiară ale primei relatări despre ceangăi și a Mariei Domokos care a analizat contextul genezei scrisorilor lui Péter Zöld sub rolul franciscanului observant Vincze Blahó, pe baza unor surse manuscrise.
Istoriografia română a acordat o parțială atenție textelor scrise de Péter Zöld, unde Dumitru Mărtinaș a remarcat faptul că scrisorile lui Péter Zöld reprezintă „unul din cele mai prețioase izvoare de informație cu privire la locuitorii catolici din Moldova, la graiul și la portul lor”. Același autor a analizat din propria perspectivă informațiile despre catolicii moldoveni oferite de scrisorile lui Péter Zöld, alegând din respectivele texte doar ceea ce putea servi teoriilor și argumentațiilor sale. Anton Coșa, analizând originea termenului „ceangău”, a afirmat că Péter Zöld a făcut „o inovație lingvistică“ prin alăturarea termenilor ceangău și ungur și a creat astfel „un fals etnonim“. Aceste abordări din istoriografia română sunt în legătură cu absența unei analize de ansamblu asupra rolului preotului în această situație, necunoașterea istoriografiei maghiare, precum și impactul ideologic.

## Lucrări
- Batthyány püspökhöz küldött jelentés („Raportul episcopului Batthyány”) (1781)
- A moldvai magyarokról („Despre maghiarii din Moldova”) (1783)